# Nadine Fols
Nadine Fols (* 6. März 1983) ist eine deutsche Fußballspielerin.

## Karriere
Die aus Iggelbach stammende Fols spielte im Nachwuchsbereich für den örtlichen SV Iggelbach, bevor sie im Erwachsenenbereich spätestens ab 1999 für die TuS Niederkirchen spielte. 
Von 2003 bis 2010 spielte sie dann für den Ligakonkurrenten SC 07 Bad Neuenahr, bevor sie vom 1. Juli 2010 bis 31. Dezember 2011 pausierte. Im Januar 2012 kehrte sie zum Verein zurück und kam zunächst vom 4. März bis 6. Mai 2012 in acht Punktspielen für die zweite Mannschaft in der 2. Bundesliga zum Einsatz, für die sie vier Tore erzielte. In der Folgesaison blieb sie in zehn Zweitligaspielen ohne Torerfolg.
Zur Saison 2013/14 zum 1. FFC 08 Niederkirchen, dem am 25. April 2008 neu gegründeten Nachfolgerverein des TuS Niederkirchen gewechselt, spielte sie bis zum Saisonende 2014/15 in der 2. Bundesliga. Von ihren neun Toren erzielte sie allein vier am 22. Februar 2015 (12. Spieltag) im Heimspiel gegen den SV 67 Weinberg, darunter ein lupenreiner Hattrick innerhalb von sechs Minuten. 
Ab 2015 spielte sie für den TuS Heltersberg in der Verbandsliga, 2019 übernahm sie zudem das Traineramt. Beruflich ist Fols als Produktionsplanerin in Sembach tätig.